# Millington Motor Car Company
Millington Motor Car Company war ein US-amerikanischer Hersteller von Kraftfahrzeugen.

## Unternehmensgeschichte
Bis Anfang 1917 gab es die Millington Auto Engineering Company, die Lastkraftwagen mit Hinterradantrieb auf Vierradantrieb umbaute. Die Millington Motor  Car Company entstand Anfang 1917 als Nachfolgeunternehmen. Der Sitz war in Chicago in Illinois. Hauptsächlich stellte es Lieferwagen her und nebenbei ein paar Personenkraftwagen. Der Markenname lautete Frontaway. Im gleichen Jahr endete die Produktion.

## Fahrzeuge
Die Lieferwagen hatten Frontantrieb. Dies ermöglichte einen besonders niedrigen Fahrzeugrahmen. Sie hatten rund 450 kg Nutzlast. Der Neupreis betrug 675 US-Dollar.
Auf gleicher Basis gab es einen Runabout bzw. Roadster, von dem nur eine Zeichnung erhalten geblieben ist. Die offene Karosserie bot Platz für zwei Personen nebeneinander.